# Монахэн, Патрик
Па́трик Мо́нахэн (англ. Patrick Timon Monahan), род. 28 февраля 1969) — американский певец, автор песен, композитор и актёр. Наиболее известен как лидер рок-группы Train.

## Биография
Родился и вырос в городе Эри (штат Пенсильвания), сын Джека Монахэна — владельца магазина одежды и музыканта. Младший из семи детей в семье ирландского происхождения. Учился в средней школе Макдауэлла в городке Миллкрик. Монахан учился в Университете Эдинборо в Пенсильвании.

## Музыкальная карьера
Патрик начал свою музыкальную карьеру кавер-исполнителем «Rogues Gallery» (с 1988 по 1990 годы). В состав группы входили Патрик, Марк Эмхофф (ведущая гитара, перкуссионист), Майк Имбоден (бас, клавишные, вокал), Джон МакЭлхенни (ударные, вокал) и его брат Мэтт (ритм-гитара, клавишные и вокал). После роспуска группы в конце 1993 года он покинул Эри и переехал в Калифорнию, где познакомился с Робом Хотчкиссом. Продвигаясь от кофейни SF к клубной сцене Лос-Анджелеса, Монахэн и Хотчкисс взяли в свой состав Джимми Стаффорда (гитара), Чарли Колина (бас) и Скотта Андервуда (ударные), таким образом официально сформировав «Train». С 1994 по 2006 год Патрик выпустил четыре студийных альбома с Train. В 2002 году группа получила две премии «Грэмми», одна из которых — за песню «Drops of Jupiter (Tell Me)», написанную Патриком и вдохновленную его покойной матерью, умершей от рака.
Помимо работы с Train, в 2001 году Патрик также спел песню "Shimmer" с группой Fuel. В ноябре 2005 года он появился в качестве приглашенного вокалиста на шоу Decades Rock Live на канале VH1, где он сделал кавер на хит-сингл Синди Лаупер "Time After Time". Позже он принял участие в «Storytellers – The Doors: A Celebration», отдав дань уважения The Doors, исполнив «Love Me Two Times».
С 2006 по 2009 год Train взял трехлетний перерыв. 18 сентября 2007 года Патрик выпустил свой первый сольный альбом «Last of Seven» и отправился в тур по стране. После этого тура он отправился в небольшой акустический тур, который вдохновил его на его компиляцию Last of Seven Acoustic, доступную только для цифровой загрузки. Его первый сольный сингл "Her Eyes" вошел в десятку лучших в чарте Billboard Hot AC. Второй сингл альбома – «Fifty Ways to Say Goodbye».
В 2009 году Train вернулся в студию с альбомом «Save Me, San Francisco». В том же году Патрик и некоторые из его товарищей по группе Train сыграли небольшие роли в C.S.I.: Место преступления Нью-Йорк в эпизоде "Second Chances". Патрик сыграл бывшего бездомного наркомана Сэма Бейкера (встречавшегося с Дебби Фэллон; играет Ким Кардашьян), который участвует в расследовании убийства. Они исполнили песни «Hey, Soul Sister» из своего нового альбома и «Calling All Angels».
Несмотря на успех своего нового альбома, Патрик нашел время для сотрудничества с другими артистами в других проектах. 4 апреля 2010 года он выступил с группой The Hollies на церемонии введения в Зал славы рок-н-ролла. Он исполнил вокал в песне «Long Cool Woman in a Black Dress». В следующем году он сделал кавер на песню Бадди Холли «Maybe Baby» для трибьют-альбома Listen to Me: Buddy Holly, который был выпущен 6 сентября 2011 года.
Патрик также записал дуэт с Мартиной Макбрайд, исполнив песню Train "Marry Me". Эта версия песни входит в одиннадцатый студийный альбом Макбрайда "Eleven", выпущенный 11 октября 2011 года. В течение 2011 года Патрик также несколько раз выступал с INXS; сначала на ночное ток-шоу The Tonight Show with Jay Leno, а затем на концерте в Chateau Ste Michelle. Патрик также появился в шоу The Voice, где он исполнил «Drops of Jupiter» с участницей Викки Мартинес.

## Личная жизнь
Патрик был дважды женат. Он встретил свою первую жену, учительницу Джинин Рэпп, в баре под названием Sherlock's, когда играл в кавер-группе под названием Rogues Gallery. Они поженились в августе 1990 года, у них двое детей: Патрик и Емелия. Они жили в городке Фэрвью, округ Эри, штат Пенсильвания, и Петалуме, штат Калифорния. В 2006 году Патрик и Джинин развелись.
Патрик встретил свою вторую жену, Эмбер Петерсон, во время шоу 14 мая 2004 года. У них двое детей: Отем и Рок Ричард. Они проживают в Иссакуа, штат Вашингтон.
По заявлению Патрика, он «совсем не религиозен».